# Gran Premio motociclistico d'Olanda 1986
Il Gran Premio motociclistico d'Olanda fu il sesto appuntamento del motomondiale 1986; si è trattato della 56ª edizione del Gran Premio motociclistico d'Olanda, 38ª valida per il motomondiale dalla sua istituzione nel 1949.
Si svolse sabato 28 giugno 1986 sul circuito di Assen e corsero tutte le classi oltre ai sidecar. I vincitori furono Wayne Gardner in classe 500, Carlos Lavado in classe 250, Luca Cadalora in classe 125 e Jorge Martínez in classe 80; tra i sidecar si è imposto l'equipaggio Alain Michel/Jean-Marc Fresc.

## Classe 500
Caduto al primo giro il detentore della pole position nonché capoclassifica provvisorio del campionato, lo statunitense Eddie Lawson, la vittoria è andata all'australiano Wayne Gardner (che riduce così a 8 punti il suo svantaggio in classifica generale) che ha preceduto due statunitensi, Randy Mamola e Mike Baldwin.

### Arrivati al traguardo
| Pos. | Pilota              | Moto   | Tempo    | Griglia | Punti |
| ---- | ------------------- | ------ | -------- | ------- | ----- |
| 1    | Wayne Gardner       | Honda  | 45.17.78 | 2       | 15    |
| 2    | Randy Mamola        | Yamaha | 45.21.41 | 6       | 12    |
| 3    | Mike Baldwin        | Yamaha | 45.27.84 | 5       | 10    |
| 4    | Robert McElnea      | Yamaha | 45.27.92 | 3       | 8     |
| 5    | Christian Sarron    | Yamaha | 45.38.21 | 4       | 6     |
| 6    | Raymond Roche       | Honda  | 45.50.42 | 7       | 5     |
| 7    | Ron Haslam          | ELF    | 45.57.74 | 8       | 4     |
| 8    | Roger Burnett       | Honda  | 46.05.03 | 11      | 3     |
| 9    | Didier de Radiguès  | Honda  | 46.25.48 | 9       | 2     |
| 10   | Juan Garriga        | Cagiva | 46.52.10 | 13      | 1     |
| 11   | Marco Gentile       | Fior   | 47.09.18 | 20      |       |
| 12   | Boet van Dulmen     | Honda  | 47.12.89 | 18      |       |
| 13   | Wolfgang von Muralt | Suzuki | 47.39.15 | 24      |       |
| 14   | Masuru Mizutani     | Suzuki | 1 giro   | 25      |       |
| 15   | Simon Buckmaster    | Honda  | 1 giro   | 30      |       |
| 16   | Mile Pajic          | Honda  | 1 giro   | 23      |       |
| 17   | Manfred Fischer     | Honda  | 1 giro   | 19      |       |
| 18   | Marco Papa          | Honda  | 1 giro   | 22      |       |
| 19   | Eero Hyvärinen      | Honda  | 1 giro   | 27      |       |
| 20   | Rob Punt            | Honda  | 1 giro   | 26      |       |
| 21   | Esko Kuparinen      | Honda  | 1 giro   | 33      |       |
| 22   | Dietmar Mayer       | Honda  | 1 giro   | 36      |       |

### Ritirati
| Pilota            | Moto   | Motivo | Griglia |
| ----------------- | ------ | ------ | ------- |
| Peter Sköld       | Honda  |        | 31      |
| Kevin Schwantz    | Suzuki |        | 12      |
| Maarten Duyzers   | Suzuki |        | 35      |
| Marc Philips      | Suzuki |        | 28      |
| Peter Lindén      | Honda  |        | 29      |
| Massimo Messere   | Honda  |        | 17      |
| Dave Petersen     | Suzuki |        | 10      |
| Gustav Reiner     | Honda  |        | 15      |
| Kenny Irons       | Suzuki |        | 34      |
| Ray Swann         | Suzuki |        | 21      |
| Paul Lewis        | Suzuki |        | 14      |
| Shungi Yatsushiro | Honda  |        | 16      |
| Karl Truchsess    | Honda  |        | 32      |
| Eddie Lawson      | Yamaha |        | 1       |

## Classe 250
Quarto successo della stagione per il venezuelano Carlos Lavado che ha ora 21 punti di vantaggio in classifica generale sul tedesco Anton Mang e 25 sullo spagnolo Sito Pons che sono giunti anche nell'ordine alle sue spalle in questa prova.

### Arrivati al traguardo
| Pos. | Pilota              | Moto        | Tempo    | Griglia | Punti |
| ---- | ------------------- | ----------- | -------- | ------- | ----- |
| 1    | Carlos Lavado       | Yamaha      | 42.30.19 | 1       | 15    |
| 2    | Anton Mang          | Honda       | 42.17.78 | 7       | 12    |
| 3    | Sito Pons           | Honda       | 42.19.14 | 4       | 10    |
| 4    | Donnie McLeod       | Armstrong   | 42.21.06 | 5       | 8     |
| 5    | Martin Wimmer       | Yamaha      | 42.27.63 | 2       | 6     |
| 6    | Tadahiko Taira      | Yamaha      | 42.28.96 | 3       | 5     |
| 7    | Dominique Sarron    | Honda       | 42.32.06 | 6       | 4     |
| 8    | Jacques Cornu       | Honda       | 42.34.19 | 17      | 3     |
| 9    | Jean-François Baldé | Honda       | 42.34.46 | 8       | 2     |
| 10   | Reinhold Roth       | Honda       | 42.55.56 | 11      | 1     |
| 11   | Siegfried Minich    | Honda       | 42.57.24 | 12      |       |
| 12   | Niall Mackenzie     | Armstrong   | 43.06.47 | 10      |       |
| 13   | Hans Becker         | Yamaha      | 43.15.59 | 25      |       |
| 14   | Hans Lindner        | Rotax       | 43.21.45 | 19      |       |
| 15   | Alan Carter         | Cobas-Rotax | 43.21.81 | 23      |       |
| 16   | Maurizio Vitali     | Garelli     | 43.22.10 | 28      |       |
| 17   | Cees Doorakkers     | Honda       | 43.22.60 | 31      |       |
| 18   | Gary Noël           | EMC         | 43.29.84 | 29      |       |
| 19   | Jochen Schmid       | Yamaha      | 43.37.96 | 16      |       |
| 20   | Urs Lüzi            | Yamaha      | 43.43.16 | 35      |       |
| 21   | Gerard van der Wal  | Assmex      | 43.47.64 | 36      |       |
| 22   | Antonio Garcia      | Cobas       | 43.54.53 | 33      |       |

### Ritirati
| Pilota               | Moto       | Motivo | Griglia |
| -------------------- | ---------- | ------ | ------- |
| Herbert Besendörfer  | Yamaha     |        | 13      |
| Andy Watts           | EMC-Rotax  |        | 26      |
| Andreas Preining     | Rotax      |        | 30      |
| Fausto Ricci         | Honda      |        | 9       |
| Stéphane Mertens     | Yamaha     |        | 22      |
| Carlos Cardús        | Honda      |        | 15      |
| Jean Foray           | Yamaha     |        | 20      |
| Roland Freymond      | Yamaha     |        | 34      |
| Mar Schouten         | Honda      |        | 37      |
| Pierre Bolle         | Parisienne |        | 14      |
| Harald Eckl          | Honda      |        | 24      |
| Jean-Michel Mattioli | Yamaha     |        | 21      |
| Virginio Ferrari     | Honda      |        | 18      |
| Manfred Herweh       | Aprilia    |        | 27      |

## Classe 125
Terza vittoria stagionale per l'italiano Luca Cadalora che ha preceduto il compagno di squadra Fausto Gresini e l'altro italiano Ezio Gianola. Gli stessi 3 piloti capeggiano nello stesso ordine la classifica iridata provvisoria.

### Arrivati al traguardo
| Pos. | Pilota                 | Moto    | Tempo    | Griglia | Punti |
| ---- | ---------------------- | ------- | -------- | ------- | ----- |
| 1    | Luca Cadalora          | Garelli | 39.30.04 | 1       | 15    |
| 2    | Fausto Gresini         | Garelli | 39.30.30 | 3       | 12    |
| 3    | Ezio Gianola           | MBA     | 39.57.29 | 4       | 10    |
| 4    | Domenico Brigaglia     | Ducados | 40.02.98 | 5       | 8     |
| 5    | Bruno Kneubühler       | MBA     | 40.03.38 | 10      | 6     |
| 6    | Johnny Wickström       | Tunturi | 40.16.72 | 12      | 5     |
| 7    | Paolo Casoli           | MBA     | 40.32.88 | 15      | 4     |
| 8    | Thierry Feuz           | MBA     | 40.33.35 | 9       | 3     |
| 9    | Gastone Grassetti      | MBA     | 40.52.82 | 16      | 2     |
| 10   | Ángel Nieto            | Ducados | 41.01.89 | 13      | 1     |
| 11   | Willy Pérez            | MBA     | 41.04.60 | 14      |       |
| 12   | Paul Bordes            | MBA     | 41.04.88 | 26      |       |
| 13   | Andrés Sánchez         | MBA     | 41.23.70 | 25      |       |
| 14   | Robin Appleyard        | MBA     | 41.32.22 | 36      |       |
| 15   | Jan Eggens             | EGA     | 41.32.71 | 30      |       |
| 16   | Norbert Peschke        | MBA     | 41.53.15 | 20      |       |
| 17   | Esa Kytölä             | MBA     | 41.53.63 | 28      |       |
| 18   | Robin Milton           | MBA     | 41.56.28 | 22      |       |
| 19   | Patrick Daudier        | MBA     | 1 giro   | 17      |       |
| 20   | Thierry Maurer         | MBA     | 1 giro   | 27      |       |
| 21   | Thomas Møller-Pedersen | MBA     | 1 giro   | 21      |       |
| 22   | Ton Spek               | MBA     | 3 giri   | 35      |       |

### Ritirati
| Pilota             | Moto      | Motivo | Griglia |
| ------------------ | --------- | ------ | ------- |
| Peter Sommer       | MBA       |        | 29      |
| August Auinger     | MBA       |        | 2       |
| Willi Huperich     | Seel      |        | 31      |
| Alfred Waibel      | MBA       |        | 7       |
| Steve Mason        | MBA       |        | 32      |
| Jacques Hutteau    | MBA       |        | 24      |
| Mike Leitner       | MBA       |        | 19      |
| Janez Pintar       | Eberhardt |        | 37      |
| Lucio Pietroniro   | MBA       |        | 6       |
| Pier Paolo Bianchi | MBA       |        | 8       |
| Håkan Olsson       | MBA       |        | 34      |
| Jussi Hautaniemi   | MBA       |        | 11      |
| Anton Straver      | MBA       |        | 23      |

## Classe 80
Una coppia di piloti della stessa squadra, la Derbi ai primi due posti della gara e del mondiale, con lo spagnolo Jorge Martínez che ha preceduto sul traguardo il connazionale Manuel Herreros e l'olandese Hans Spaan.
In classifica generale, alle spalle di Martinéz e Herreros vi sono lo svizzero campione mondiale in carica Stefan Dörflinger e il tredici volte campione mondiale Ángel Nieto.

### Arrivati al traguardo
| Pos. | Pilota             | Moto      | Tempo    | Griglia | Punti |
| ---- | ------------------ | --------- | -------- | ------- | ----- |
| 1    | Jorge Martínez     | Derbi     | 31.02.05 | 1       | 15    |
| 2    | Manuel Herreros    | Derbi     | 31.12.62 | 5       | 12    |
| 3    | Hans Spaan         | Casal     | 31.14.73 | 4       | 10    |
| 4    | Ángel Nieto        | Derbi     | 31.21.60 | 6       | 8     |
| 5    | Stefan Dörflinger  | Krauser   | 31.22.60 | 2       | 6     |
| 6    | Gerhard Waibel     | Krauser   | 31.35.88 | 10      | 5     |
| 7    | Josef Fischer      | Krauser   | 31.53.11 | 13      | 4     |
| 8    | Domingo Gil Blanco | Autisa    | 32.08.48 | 15      | 3     |
| 9    | Gerd Kafka         | Krauser   | 32.28.15 | 14      | 2     |
| 10   | Felix Rodríguez    | Autisa    | 32.31.83 | 23      | 1     |
| 11   | Henk van Kessel    | Krauser   | 32.40.34 | 21      |       |
| 12   | Herri Torrontegui  | Autisa    | 32.40.75 | 22      |       |
| 13   | Chris Baert        | Seel      | 32.42.97 | 34      |       |
| 14   | Bert Smit          | BZ        | 32.47.56 | 27      |       |
| 15   | Günter Schirnhofer | Krauser   | 32.47.86 | 24      |       |
| 16   | Reiner Scheidhauer | Seel      | 32.48.31 | 18      |       |
| 17   | Kees Besseling     | CJB       | 32.48.58 | 29      |       |
| 18   | Rainer Kunz        | Ziegler   | 32.50.72 | 9       |       |
| 19   | Hans Koopman       | Ziegler   | 33.12.04 | 35      |       |
| 20   | Mario Stocco       | Casal     | 33.24.72 | 30      |       |
| 21   | Stefan Prein       | Casal     | 33.47.22 | 28      |       |
| 22   | Raimo Lipponen     | Krauser   | 33.47.71 | 33      |       |
| 23   | Reiner Koster      | Kroko     | 33.49.00 | 36      |       |
| 24   | Janez Pintar       | Eberhardt | 1 giro   | 32      |       |

### Ritirati
| Pilota             | Moto       | Motivo | Griglia |
| ------------------ | ---------- | ------ | ------- |
| Ian McConnachie    | Krauser    |        | 3       |
| Pier Paolo Bianchi | Seel       |        | 8       |
| Theo Timmer        | Huvo-Casal |        | 16      |
| Juan Ramón Bolart  | Autisa     |        | 19      |
| Bruno Casanova     | Krauser    |        | 12      |
| René Dünki         | Krauser    |        | 20      |
| Salvatore Milano   | Krauser    |        | 25      |
| Alex Barros        | Autisa     |        | 11      |
| Wilco Zeelenberg   | Casal      |        | 17      |
| Stefan Brägger     | Krauser    |        | 31      |
| Jos van Dongen     | Krauser    |        | 26      |
| Luis Miguel Reyes  | Autisa     |        | 7       |

## Classe sidecar
Prima vittoria stagionale per i francesi Alain Michel-Jean-Marc Fresc, favorita dal ritiro dei campioni in carica Egbert Streuer-Bernard Schnieders, fermati da un guasto mentre erano in testa alla corsa. Problemi tecnici condizionano anche la gara di Rolf Biland-Kurt Waltisperg, costretti a una lunghissima sosta ai box e a ripartire doppiati di diversi giri; gli svizzeri sono anche protagonisti di una lotta con Streuer-Schnieders per sdoppiarsi e alla fine giungeranno al 15º posto con 3 giri di ritardo.
In classifica ora Streuer e Michel sono appaiati in testa con 30 punti, mentre Webster (qui secondo) e Abbott li seguono a 24.

### Arrivati al traguardo (posizioni a punti)[5]
| Pos | Pilota          | Passeggero      | Moto          | Tempo    | Punti |
| --- | --------------- | --------------- | ------------- | -------- | ----- |
| 1   | Alain Michel    | Jean-Marc Fresc | LCR-Yamaha    | 38'44"55 | 15    |
| 2   | Steve Webster   | Tony Hewitt     | LCR-Yamaha    | +10"10   | 12    |
| 3   | Masato Kumano   | Helmut Diehl    | LCR-Yamaha    | +34"64   | 10    |
| 4   | Markus Egloff   | Urs Egloff      | LCR-Yamaha    | +43"19   | 8     |
| 5   | Steve Abbott    | Vince Biggs     | Windle-Yamaha | +45"99   | 6     |
| 6   | Mick Barton     | Eckart Rösinger | LCR-Yamaha    | +1'40"67 | 5     |
| 7   | Barry Brindley  | Chris Jones     | Windle-Yamaha | +1'46"50 | 4     |
| 8   | Bernd Scherer   | Wolfgang Gess   | BSR-Yamaha    | +1'51"72 | 3     |
| 9   | Alfred Zurbrügg | Martin Zurbrügg | LCR-Yamaha    | +1'59"59 | 2     |
| 10  | Graham Gleeson  | David Elliott   | LCR-Yamaha    | +2'00"44 | 1     |